# Breaking the Law
 Breaking the Law  é uma canção da banda de heavy metal britânica Judas Priest, incluída no álbum British Steel de 1980. Em maio do mesmo ano, saiu como segundo single do disco, alcançando o posto 12 na UK Singles Chart do Reino Unido.
Foi escrita por Rob Halford, K.K. Downing e Glenn Tipton, cujas letras tratam de um homem que está aborrecido com sua vida cotidiana e rotineira, e decide dar-se uma oportunidade de acabar com isto. A canção acabou por tornar-se um hino da banda e uma das mais clássicas do heavy metal, caindo no gosto dos fãs desde seu lançamento até os dias de hoje.
Breaking the Law foi incluída no repertório de praticamente todos os shows da banda desde quando foi lançada até atualmente, aparecendo em alguns discos ao vivo, DVDs e coletâneas do metal em geral. Ela já ganhou versões cover de bandas de diversos estilos musicais, estando presente em vários discos tributo e também em performances ao vivo. Algumas das bandas que já a tocaram são Hammerfall, Stryper, Motörhead, Doro Pesch, Therapy?, Hayseed Dixie, The Cooters, The Meteors, Berri Txarrak, Ensiferum, Manolo Kabezabolo, Interpuesto, Medical Murder e Arch Enemy.
A canção fez parte da lista  das 40 Maiores Canções de Metal do canal VH1, figurando na 40ª posição. Em 2009, ficou na posição 12 dentre as "maiores canções de hard rock de todos os tempos", outra lista do VH1.

## Faixas
| N.º | Título             | Compositor(es)           | Duração |  |
| 1.  | "Breaking the Law" | Halford, Downing, Tipton | 2:35    |  |
| 2.  | "Metal Gods"       | Halford, Downing, Tipton | 4:01    |  |